# Paavo Castrén
Paavo Sakari Castrén, född 3 april 1938 i Pielavesi, är en finländsk filolog.
Castrén blev filosofie doktor 1975. Han var docent i klassisk filologi vid Helsingfors universitet 1975–1987, biträdande professor 1987–1998 och blev professor 1998. Han verkade som föreståndare för Finlands Ateninstitut 1984–1988 och som kulturattaché vid Finlands ambassad i Aten 1987–1988.
Castrén har rönt internationell uppmärksamhet framför allt för sin forskning rörande Pompeji. Bland hans böcker märks Ordo populusque Pompeianus: Polity and society in Roman Pompeii (Acta Instituti Romani Finlandiae 8), Rome 1978 och Maassa maan tavalla - Eurooppalaisen tapakulttuurin juurilla (1995). Han är politiskt engagerad inom den gröna rörelsen.

## Utmärkelser
- Riddartecknet av I klass av Finlands Vita Ros’ orden[3]
- Kommendör av Fenixorden[3]

[Redigera Wikidata]